# Patricio Caicedo
Patricio Caicedo Liciaga (* 6. Februar 1899 in Bilbao; † 8. September 1981 in Barcelona) war ein spanischer Fußballspieler und -trainer.

## Karriere

### Als Spieler
Patricio Caicedo spielte zu Beginn seiner Karriere für Athletic Bilbao, den größten Verein seiner baskischen Heimatstadt. 1918 wechselte er nach Katalonien zu RCD Español und spielte dort bis 1926. Im Jahr 1924 spielte Caicedo zudem für die Katalanische Fußballauswahl. Im gleichen Jahr nahm er ferner mit Spanien an den Olympischen Spielen 1924 teil. Er kam im Turnierverlauf jedoch nicht zum Einsatz.

### Als Trainer
Ohne als Fußballspieler große Erfolge oder Bekanntheit errungen zu haben, entschied Caicedo im Jahr 1929, eine Laufbahn als Fußballtrainer einzuschlagen. So trainierte er zunächst für ein Jahr den Drittligisten CD Logroño, ehe er zur Saison 1930/31 seinen alten Verein, den Erstligisten Espanyol Barcelona, übernahm. Nachdem man am Saisonende den Abstiegskampf gegen den Stadtrivalen CD Europa nur knapp für sich entschied und als Neuntplatzierter bzw. Vorletzter die Klasse hielt, entwickelte Caicedo das Team in den folgenden zwei Jahren kontinuierlich weiter, woraufhin Espanyol 1931/32 Sechster und 1932/33 schließlich Dritter wurde. Im Jahr 1933 gewann er zudem den ersten Titel seiner Karriere, die Campionat de Catalunya. Daraufhin wurde Caicedo zur Spielzeit 1933/34 von seinem Heimatverein Athletic Bilbao unter Vertrag genommen, der sich unter Fred Pentland zwischen 1930 und 1933 mit zwei Meistertiteln und vier Pokalsiegen als einer der erfolgreichsten Vereine Spaniens etabliert hatte. Tatsächlich gelang es Caicedo, den Vorjahreszweiten bereits im Premierenjahr mit zwei Punkten Vorsprung vor dem Madrid FC zum Gewinn der Meisterschaft zu führen. In der Saison 1934/35 kehrte jedoch schnell Ernüchterung ein. In der Liga reichte es für Bilbao nur zum vierten Platz, im Pokal scheiterte der Verein bereits im Achtelfinale gegen den späteren Meister Betis Sevilla aus. Zur Saison 1935/36 kehrte Caicedo daher zu Espanyol Barcelona zurück und schloss die Spielzeit als Tabellensiebter ab.
Wegen des Spanischen Bürgerkrieges wurde zwischen 1936 und 1939 keine Meisterschaft ausgetragen. Als der Spielbetrieb 1939/40 wieder aufgenommen wurde, setzte Caicedo seine Arbeit bei Espanyol fort. Am Saisonende gewann er mit den Katalanen zum zweiten Mal die Campionat de Catalunya und durch einen 3:2-Sieg gegen den Madrid FC im Finale der Copa del Generalísimo 1940 erstmals den spanischen Pokal. In der Liga wurde der Verein Fünfter. Während in der Copa del Generalísimo 1941 die Titelverteidigung des Pokals durch eine 1:3-Finalniederlage gegen den FC Valencia knapp verpasst wurde, war Caicedos Team in der Liga dem Abstieg in den folgenden Jahren letztlich näher als der Meisterschaft. Am Ende der Spielzeit 1942/43 musste Espanyol gar in die Relegation. Obwohl der Abstieg durch einen 2:1-Erfolg im Entscheidungsspiel gegen Sporting Gijón verhindert werden konnte, verließ Caicedo 1943 den Verein und übernahm den Erstligaabsteiger Real Saragossa, mit dem er aber in der Segunda División in den folgenden zwei Jahren nicht über Mittelfeldränge hinauskam. Gleiches galt für sein nächstes Engagement beim Zweitligisten RCD Mallorca. 1947 übernahm Caicedo kurzzeitig den Drittligisten Real Murcia, ehe er nach vier Jahren wieder in die Primera División zurückkehrte und Nachfolger von Ramón Encinas beim FC Sevilla wurde. Das Vertrauen der Andalusier zahlte Caicedo umgehend zurück, indem er den Verein 1947/48 auf den fünften Tabellenplatz und zum dritten Pokalsieg der Vereinshistorie führte. 1948/49 wurde Sevilla Achter. Daraufhin übernahm Caicedo zur Saison 1949/50 zum wiederholten Male Espanyol Barcelona. Nach einem enttäuschenden elften Platz in der Liga blieb er jedoch nur ein Jahr, um anschließend mit Real Oviedo und UD Las Palmas wieder Zweitligisten zu trainieren. Zur Saison 1954/55 wurde Caicedo vom Erstligaaufsteiger Hércules Alicante verpflichtet, mit dem er am Saisonende überraschend Sechster wurde. In der Folgesaison wurde er hingegen nach nur einem Sieg und fünf Niederlagen vor dem siebten Spieltag vorzeitig entlassen. Ungeachtet dessen stieg Hércules am Saisonende als Tabellenletzter wieder in die Segunda División ab.
In der Saison 1958/59 trainierte Caicedo den Amateurverein CE Manresa. Anschließend beendete er seine 30-jährige Karriere als Fußballtrainer, in deren Verlauf er für elf unterschiedliche Klubs gearbeitet und einmal die spanische Meisterschaft, zweimal den spanischen Pokal sowie zweimal die katalanische Regionalmeisterschaft gewonnen hatte.

## Titel und Erfolge
Als Trainer:
- Spanischer Meister: 1934
- Spanischer Pokalsieger: 1940, 1948
- Campionat de Catalunya: 1933, 1940